# Тенис на маса
Тенис на маса (също и пинг-понг) е спорт, практикуван от двама или четирима играчи, които удрят топче за тенис на маса с помощта на хилка. Играе се на тенис маса, разделена по средата от мрежа. Целта на играча е да не позволи на топчето да докосне повече от един път от неговата страна на масата и да го върне, така че то да тупне повече от един път в срещуположната страна на масата или, ако докосне само веднъж, другият играч да не може да го върне обратно.
Масата трябва да е правоъгълна, с дължина 2,74 m, ширина 1,525 m и височина 76 cm; може да бъде от всякакъв материал, който дава равномерно отскачане от 22 до 24 cm на стандартно топче, пуснато от височина 30,5 cm.
Мрежата трябва да е висока 15,25 cm, както и да излиза извън масата на 15,25 cm от двете страни на самата маса.
Топчето за тенис на маса се прави от целулоид или подобна пластмаса. До 2000 г. топчетата са с диаметър 38 mm, а от 2000 г. диаметърът на топчето става 40 mm, масата му – 2,7 g. Топчето може да е бяло или оранжево на цвят, непременно матово. Топчета с друг цвят на международни състезания не се използват от 2007 г.
На 6 февруари 2014 г. Международната федерация по тенис на маса (ITTF) съобщава, че е прието ново топче, направено от пластмаса вместо от целулоид. Новото топче е маркирано с означението „40+“, диаметърът е малко над 40 mm. Новото топче е задължително за официални световни състезания от 1 юли 2014 г. Други състезания, по решение на организаторите им, могат да се провеждат както с новото пластмасово топче, така и с целулоидно.

## Сервис
Човекът, който удря топчето пръв, изпълнява сервис (начален удар). Топката трябва да бъде ударена от сервиращия така, че първо да докосне неговото игрално поле и след като мине над мрежата, да докосне полето на посрещащия състезател. Обикновено преди да започне играта, се тегли жребий, в който печелившият избира поле или сервис.
Правила за изпълнение на сервис в тениса на маса (според ITTF, Международната федерация по тенис на маса):
1. Подаването започва, след като топката се постави на дланта на свободната ръка, която трябва да бъде неподвижна, отворена и изопната, със събрани пръсти и свободен палец.
2. Свободната ръка по време на контакта с топката при сервиса трябва да е през цялото време над нивото на игралната повърхност.
3. След това подаващият само с помощта на свободната ръка подхвърля топката минимум 16,5 cm нагоре, без да ѝ придава въртеливо движение, така че тя трябва да се издигне в рамките на ъгъл не по-голям от 30 градуса, измерен от вертикала.
4. Топката трябва да бъде ударена от сервиращия при падането си, така че първо да докосне неговото игрално поле и след като премине над или около мрежата, да докосне полето на посрещащия състезател.
5. При игра на двойки топката трябва първо да докосне полуполето на сервиращия и след това полуполето на посрещащия.
6. Ако при опит за подаване сервиращият пропусне да удари топката, той губи точка.
7. При изпълнение на началния удар (в момента, когато хилката влиза в съприкосновение с топката) топката трябва да се намира над нивото на игралната повърхност и зад крайната линия на полето на сервиращия и не трябва да бъде скрита за посрещащия от подаващия или неговия партньор на двойки.
8. Сервиращият е отговорен за правилното изпълнение на началния удар по начин, даващ възможност на съдията или неговия помощник да прецени, че сервиращият се съобразява с правилата за добро изпълнение на началния удар.
9. Освен в случаите, когато има назначен помощник-съдия, следящ за правилното изпълнение на началните удари, съдията има право и може при първия случай в дадена среща, при който има съмнение относно правилността на изпълнен сервис, да спре играта и предупреди сервиращия, без да отсъжда точка.
10. При всеки следващ случай в същата среща, когато отново съществува съмнение относно правилното изпълнение на сервиса от същия състезател, поради същата или друга причина, състезателят ще загуби точка.
11. Когато е съвсем ясно, че сервиращият не се съобразява с изискванията за правилно изпълнение на сервиса, тогава той няма да бъде предупреден, а направо ще загуби точка както при първия, така и при всеки следващ случай.
12. По изключение може да не се изисква точно спазване на изискванията за изпълнение на сервиса /началния удар/, ако преди започване на играта съдията бъде уведомен, че поради физически недъг даден състезател е възпрепятстван да се съобразява с посочените изисквания.
13. Сервис се повтаря, ако при удара на играча към посрещащия топчето докосне мрежата и чак тогава влезе в полето на посрещащия. Ако стане така, сервисът се нарича „нов“.

## Край на гейма
Гейм се печели, когато играч или двойка играчи достигнат първи 11 точки, а ако се получи резултат 10 на 10, печели този, който първи спечели две точки повече от противника.

## Форхенд и бекхенд
Двата термина, които се използват при тенис на маса и тенис на корт, са форхенд и бекхенд. Форхенд е така наречената „забивка“ с лицевата страна на хилката. При форхенд (forehand) замахът е по-широк, затова ударът има повече сила и топчето се движи по-бързо. Има и термин „форхенд страна“, което значи лицевата страна на хилката. При бекхенд ръката е свита в лакътя пред тялото и ударът обикновено е от страната на неиграещата ръка. Обратният китайски бекхенд (RPB, reverse penhold backhand) използва задната страна на хилката, а правият китайски бекхенд се извършва с лицевата ѝ страна.

## Горно, долно и странично въртене
Горното въртене на топчето се нарича топспин, долното се нарича подсичане или бекспин, а страничното се нарича сайдспин.

## Флипване и лобиране
Флипът е удар по топчето близо до мрежата, при което хилката извършва късо, ветрилообразно движение. Лобирането е техника за посрещане на мощно забити топки далеч от масата, при което ръката плавно се придвижва нагоре и напред, а резултатът е висока парабола.